# Осада Альмерии (1147)
Осада Альмерии леонцами и их союзниками продолжалась с июля по октябрь 1147 года. Осада прошла успешно, и гарнизон Альморавидов сдался. Силы осады находились под общим командованием короля Кастилии и Леона Альфонсо VII. Его поддержали силы из Наварры под их королем, Каталонии под графством Барселоны и Генуэзской республики, которые предоставили большую часть военно-морских сил.
Город Альмерия, известный по-арабски как аль-Мария, достиг своего апогея при Альморавидах во второй половине одиннадцатого века и первой половине двенадцатого века. Этот период торгового и культурного богатства был прерван завоеванием 1147 года. Большие части города были физически разрушены, а наиболее видные жители эмигрировали в Северную Африку.

## Приготовления
По оценкам Бернарда Рейли, армия Альфонсо VII насчитывала около 5000 человек. Дипломы Префацио и Альфонсо показывают, что в состав армии входили пятнадцать магнатов (дворяне самого высокого ранга) и девять прелатов (архиепископов и епископов). Вполне вероятно, что каждый из этих людей был ответственным за предоставление одного эскадрона тяжелой кавалерии, который обычно состоял из 40-60 всадников, а также оруженосца и конюха для каждого. К этому следует добавить пехоту и вспомогательный персонал (водители, возчики, кузнецы, повара) — вероятно, ещё 3500 человек.
Генуэзцы предоставили флот из 63 галер и 163 других судов под командованием консулов Оберто Торре, Филиппо ди Платеалонга, Бальдуино, Ансарио Дориа, Инго Писо и Ансальдо Писо. За его помощь Альфонсо VII пообещал городу треть всех завоеваний, право на торговлю и освобождение от пошлин.

## Осада
Весной 1147 года передовой отряд из пятнадцати галер под командованием консула Бальдуино прибыл к мысу Кабо-де-Гата, ожидая встречи с Альфонсо. Не найдя Альфонсо, Бальдуино прождал со своим флотом у гавани Альмерии в течение месяца, пока не прибыл граф Рамон Беренгер IV из Барселоны с одним кораблем и пятьюдесятью тремя рыцарями. Ансальдо Дориа прибыл одновременно с шестнадцатью галерами.
Генуэзско-каталонские силы решили нанести первый удар до прибытия основной армии. Рамон Беренгер и его люди сошли на берег, а Балдуино инсценировал нападение на мечеть с моря. Ансальдо взял одну галеру вверх по реке Андаракс для разведки и заблаговременного предупреждения о любых силах по оказанию помощи. Остальной флот ждал за устьем реки.
Ожидая внезапного нападения с суши, Альмерия отправила двух разведчиков, но им не удалось обнаружить графа войск Барселоны. По словам Каффаро, первоначальная атака Бальдуино встретила ожесточенное сопротивление со стороны 1040 человек. Генуэзцы потеряли в боях восемь человек. После первого столкновения флот, ожидавший в устье реки, присоединился к Балдуино в доках. По словам Каффаро, в последовавшей битве защитники потеряли 5000 человек и были вынуждены отступить. Затем корабли были выброшены на берег, чтобы можно было выгрузить осадное оборудование — тараны, башни и катапульты.
К тому времени, когда прибыл Альфонсо с отрядом из 400 рыцарей и 1000 пехотинцев, генуэзцы собрали свои осадные машины. Они были стратегически расположены и, несмотря на постоянные контратаки защитников, сумели разрушить 52 фута (16 м) стены.
Осенью Альфонсо VII начал переговоры с защитниками. Он послал короля Гарсиа Рамиреса Наваррского и графа Эрменгола VI Урхельского в качестве своих представителей. Город предложил заплатить 100 000 мараведи и выдать заложников, если Альфонсо откажется от осады (и его генуэзских союзников, не причастных к переговорам).
Заключительную атаку на город возглавил генуэзский контингент, получив известие о том, что Альфонсо VII готов заключить мир. 17 октября без боевого клича двенадцать тысяч генуэзцев атаковали город. Каталонцы отказались присоединиться к атаке, но Альфонсо в конце концов отправил своих людей в бой. Через три часа город был захвачен, за исключением цитадели. По словам Каффаро, 20 000 мусульман были убиты и 10 000 женщин и детей взяты в плен. Через четыре дня (21 октября) цитадель сдалась. Гарнизон заплатил 30 миллионов мараведи, чтобы сохранить им жизнь.

## Последствие
Генуэзцы оставили гарнизон в 1000 человек. Альмерия была повторно захвачена Альмохадами в 1157 году.